# الدولة الجلائرية
الدَّولَةُ الجَلائِريَّةُ أو السَّلطَنَةُ الجَلَائِريَّةُ (بالفارسيَّة: دولت جلایری، وبالمغوليَّة: ᠵ᠋ᠠᠯᠠᠢᠷᠢᠨ ᠰᠤᠯᠲᠠᠨᠲ ᠤᠯᠤᠰ، وبالأذريَّة القديمة: جلایر سولطانلیغی، وبالأذريَّة المُعاصرة: Cəlairilər sultanlığı) هي دولةٌ تأسست على يد السُلطان «حسن الأكبر» واستمرّت قائمةً لما يُقارب قرنًا من الزمن، وبالتحديد من سنة 1335م المُوافقة لِسنة 756هـ وحتَّى سنة 1432م المُوافقة لسنة 853هـ. قامت السّلطنة بعد انهيار الدّولة الإلخانيَّة ونتيجةً لما سلف استقلَّ آل جلائر بالحُكم في بغداد. بمُرُور الوقت قُدِّر للجلائريين العُبُور والسَّيطرة على بلاد أذربيجان ودُخُول تبريز عاصمة الدولة الچوبانيَّة وكان ذلك تحت قيادة السُلطان «مُعز الدين أويس». شكَّلت البلاد العراقيَّة لُبَّ هذه الدولة وضمَّت أذربيجان وأجزاء من إيران وتُركيا وسوريا.
تعدّ عشيرة جلاير (جلائر) من أهم العشائر المغولية (فرع من قبيلة إلقا)، والتي كانت مواطنهم في بلاد ما وراء النهر، غير إنها تنتمي إلى تجمع قبائل تترية لا ينحدر منها أصل قبيلة جنكيز خان، ولقد جاؤوا سنة 1256م إلى إيران. ثم علا شأنهم في ظل الإلخانات، وتقلد بعضهم مناصب عليا في الدولة. وبعدها استولوا على السلطة في العراق وأجزاء من إيران، بعدما بدأت دولة الإلخانات تتهاوي (منذ 1335م).
ولقد انتزع الشيخ حسن بزرك (1336-1356م) السلطة في بغداد سنة 1336م، ثم حكم بصفة مستقلة منذ 1340م. وغزا ابنه شيخ أويس (1356-1374م) سنة 1358م شمال غرب إيران في مناطق تينر وسلطانية، ثم أذربيجان وانتزع ملكيتها من أيدي القبيلة الذهبية المغولية. وفي سنة 1365م استولى على الموصل وديار بكر. ولقد كان شيخ أويس من أكبر رعاة الأدب والفنون في زمانه، وعندما ذهب إلى غزو إيران ترك محلهُ أمين الدين مرجان وهو خادمه ليحكم بغداد عوضاً عنه حتى يرجع، ومرجان هو الذي بنى المدرسة المرجانية التي كانت تدرس العلوم والفقه على المذاهب الأربعة، ثم هدمت المدرسة وبني محلها جامع مرجان ويحتوي على الأثر الوحيد الباقي حاليا من عهد الجلائريين وحكمهم في بغداد.
قاد ابنه حسين (1374-1382 م) حروبا عدة ضد المظفريين في إيران القراقويونلو في ديار بكر. تنازع أخوه أحمد جلائر (1382-1410 م) وتيمورلنك حكم العراق، ثم طرده الأخير من بغداد سنة 1393 م. عاد أحمد جلائر مرة أخرى سنة 1395 إلى عاصمته، ثم كانت النتيجة أن عاد إليها تيمورلنك، ودمرها عن آخرها سنة 1401م. ولقد عاد الجلائريون مجددا إلى بغداد سنة 1406م. قام القراقويونلو بإجلاء آخر الجلائريين عن بغداد سنة 1411 م. وبقي للأسرة حكام في كل من البصرة وخراسان، واستمروا حتى سنة 1432م، تاريخ القضاء عليهم نهائيا من طرف القراقويونلو.

## قائمة السلاطين
|     | الحاكم                                      | الحياة    | الحكم     |
| --- | ------------------------------------------- | --------- | --------- |
| 1   | الشيخ حسن "بزرك"، تاج الدين                 | ....-1356 | 1340-1356 |
| 2   | الشيخ أويس جلائر، مُعزّ الدنيا والدين         | ....-1374 | 1356-1374 |
| 3   | جلال الدين الشيخ حسن بن أويس جلائر          | ....-.... | 1374      |
| 4   | غياث الدين الشيخ حسين بن أويس جلائر         | ....-.... | 1374-1382 |
| 5   | الشيخ بايزيد جلائر                          | ....-.... | 1382-1384 |
| 6   | السلطان أحمد بن أويس جلائر                  | ....-.... | 1382-1410 |
| 7   | شاه ولد جلائر بن الشيخ علي جلائر            | ....-.... | 1410-1411 |
| 8-1 | محمود بن شاه ولد جلائر (فترة الحُكم الأولى)  | ....-.... | 1411-1411 |
| 9   | أويس بن شاه ولد جلائر                       | ....-.... | 1411-1421 |
| 10  | محمد بن شاه ولد جلائر                       | ....-.... | 1421-1421 |
| 8-2 | محمود بن شاه ولد جلائر (فترة الحُكم الثانية) | ....-.... | 1421-1425 |
| 11  | حسين بن علاء الدولة بن السلطان أحمد جلائر   | ....-.... | 1425-1432 |

## حواشٍ
1. ↑  تصوير تقريبي للراية الجلائريَّة كما وصفها الشاعر سلمان الساوجي في قصائده وكان مُعاصرًا للجلائريين.
2. ↑  فترة انقطاع بين 1358–1388)
3. ↑  باللُّغة المغوليَّة القديمة

## انظُر أيضًا
- الدولة الإلخانية
- الدولة الجوبانية

## المصدر
- Islam: Kunst und Architektur
- الجلائريون